# Mount Birks
Mount Birks (in Argentinien und Chile Monte Napier Birks) ist ein 1035 m hoher und durch seine pyramidenartige Form markanter Berg an der Oskar-II.-Küste des Grahamlands auf der Antarktischen Halbinsel. Er ragt an der Nordseite der Mündung des Crane-Gletschers in das Exasperation Inlet auf.
Die Benennung des Bergs ist eng verknüpft mit derjenigen des Mount Alibi. Namensgeber ist der australische Geschäftsmann Napier Birks aus Adelaide.